# بكورية مسننة
البكورية المسننة نوع نباتي يتبع جنس البكورية من الفصيلة النجمية.